# Глікозилфосфатидилінозитол
Глікозилфосфатидилінозитол (ГФІ-якір, GPI anchor) — це гліколіпід, який може приєднуватися до C-кінця білка в процесі посттрансляційної модифікації. Він складається з фосфатидилінозитольної групи, з'єднаної вуглеводною з'єднуючою ланкою (глюкозамін і маноза, глікозидно пов'язані із залишком інозитолу) з C-кінцевою амінокислотою зрілого білка. Дві жирні кислоти, що складають фосфатидил-інозитолову групу, закріплюють білок в клітинній мембрані.
Білки, що приєднують ГФІ, містять сигнальну послідовність на C-кінці, яка направляє їх в ендоплазматичну сітку. Ця послідовність складається з гідрофобних амінокислот і занурюється в мембрану ЕПС, а згодом відщеплюється, замінюючись ГФІ-якорем.
Білок по секреторному шляху проходить апарат Гольджі і виділяється в міжклітинний простір, де за допомогою якоря утримується на зовнішньому шарі плазмемми. Оскільки такі білки тримаються на мембрані виключно за допомогою ГФІ-якоря, його відщеплення за допомогою фосфоліпаз призводить до вивільнення білка, причому цей процес є контрольованим. Таке відщеплення використовується в дослідженнях.
Фермент фосфоліпаза C розщеплює фосфогліцериновий зв'язок у білках даним типом посттрансляційної модифікації. Обробка фосфоліпазою С призводить до відділення мембранних білків від плазматичної мембрани. Маркер Т-клітин Thy-1 (ацетилхолінестераза), а також кишкова і плацентарна лужні фосфатази є лікозилфосфатидилінозитолізовані і вивільняються при обробці фосфоліпазою С.
Вважається, що білки, що містять ГФІ, переважно розміщуються в ліпідних рафтах, що дозволяє припустити високий рівень організації плазматичної мембрани мікродоменів.